# 유조 (극락경후)
유조(劉調, ? ~ 기원전 139년)는 전한 중기의 제후로, 초원왕의 아들이다.

## 생애
경제 3년(기원전 154년), 극락후(棘樂侯)에 봉해졌다.
극락경후 16년(기원전 139년)에 죽어 시호를 경(敬)이라 하였고, 아들 유응이 작위를 이었다.

## 출전
- 사마천, 《사기》 권19 혜경간후자연표
- 반고, 《한서》 권15상 왕자후표 上

| 선대 (첫 봉건) | 전한의 극락후 기원전 154년 8월 임자일 ~ 기원전 139년 | 후대 아들 극락공후 유응 |